# باربورمید (کنتاکی)

کنتاکی

باربورمید (به انگلیسی: Barbourmeade) شهری در ایالت کنتاکی کشور ایالات متحده آمریکا است که جمعیت آن در سرشماری سال ۲۰۱۰ میلادی، ۱٬۲۱۸ نفر بوده‌است.